# Lycoperdopsis arcyrioides
Lycoperdopsis arcyrioides är en svampart som beskrevs av Henn. & E. Nyman 1900. Lycoperdopsis arcyrioides ingår i släktet Lycoperdopsis och familjen Agaricaceae.   Inga underarter finns listade i Catalogue of Life.